# Kunt u dat bewijzen?
Kunt u dat bewijzen? is een hoorspel van Philip Barker. De oorspronkelijke Engelstalige versie Can You Prove That? werd op 12 januari 1972 door de BBC uitgezonden. Ben Minoli vertaalde het en de Nederlandse omroep TROS zond het uit op woensdag 19 maart 1975, van 23:00 uur tot 23:47 uur. De regisseur was Tom van Beek.

## Rolbezetting
- Wim de Haas (Freely)
- Wim Hoddes (Eric Gavin)
- Marlies van Alcmaer (Suzan Todd)
- Hans Hoekman (Hendrick)
- Ad Frigge (brigadier Brown)

## Inhoud
Hoofdpersoon in dit spel is de kunstschilder/schrijver Eric Gavin. Hij woont eenzaam in een bungalowtje aan de kust. Zo rustig als het lijkt, blijkt Gavin daar overigens niet te leven, want op een dag raakt hij betrokken in een onverkwikkelijke geschiedenis. Er worden namelijk enige kledingstukken van een vermiste vrouw op het strand gevonden. Nadat is aangenomen dat de vrouw in zee verdronken is, blijkt kort daarop in de zak van het gevonden manteltje een reparatierekening te zitten die is uitgeschreven op de naam van Gavin, hetgeen hem op zijn minst verdacht maakt. Wat heeft Gavin met die kleren te maken?